# Roger Bohnenblust
 (avril 2020).
Roger Bohnenblust, né le 15 août 1929 à Mulhouse et mort le 30 mai 1979 à Fribourg, est un artiste peintre, dessinateur et graveur suisse.

## Biographie
Roger Bohnenblust naît le 15 août 1929 à Mulhouse, dans une famille protestante du Haut-Rhin. Il est le fils de Werner Bohnenblust, monteur électricien originaire de Saint-Gall, né en 1899, et d’Anna, née Neumann, en 1901. A peine trois mois après la naissance de Roger, la famille quitte l’Alsace pour s’établir à Alger, où le garçon passe une partie de son enfance.
La famille n’y vit que quelques années avant de venir s’installer en Suisse, en 1935, à Lucerne d’abord, et Lausanne ; cinq ans plus tard,ils élisent domicile à Fribourg.[réf. souhaitée] Le père de Roger entre au service des Entreprises Electriques Fribourgeoises en qualité de monteur. Sa mère, quant à elle, tient un kiosque à journaux fréquenté par les étudiants sur le boulevard de Pérolles. Après avoir terminé ses années d’école primaire et secondaire obligatoires dans le quartier du Bourg, il suit d’abord des études de peinture et de graphisme à l’École des Arts et Métiers de Vevey, entre 1947 et 1948, puis se perfectionne dans l’atelier du Fribourgeois René Dessonnaz de 1949 à 1951.
En 1951 il part pour Paris. Il y étudie le dessin à l’École du Louvre d’abord, puis la décoration théâtrale et le dessin d’affiche dans l’atelier de Paul Colin. En 1977, il réalise un cycle de peintures pour l’Embassy, cabaret situé à Fribourg. Il s’essaye également à divers projets de décors d’opéras et de pièces de théâtre, de costumes, notamment pour Agamemnon, Othello ou encore Prométhée.
Entre 1952 et 1954, revenu en Suisse, Roger occupe différents ateliers à Fribourg, Bâle et Lausanne et tente de vivre autant que possible de son art, grâce surtout à la réalisation de différents projets publicitaires pour Les Semaines musicales internationales de Lucerne ou encore la Foire suisse de Bâle en 1952.
Il passe les deux années suivantes au Musée national suisse (Landesmuseum) de Zurich en qualité de dessinateur.
En mars 1957, un petit noyau d’artistes fribourgeois décide de s’unir en vue de mettre sur pied des expositions. Roger compte parmi les initiateurs de la création de la Galerie de la Cité au Court-Chemin .
En 1958, à la demande d’Hugo Corpataux il crée des affiches, pour le cinéma Studio. Aujourd’hui, seules dix d’entre elles existent encore car les autres, très abîmées ou détruites à cause de leur usage à répétition, n’ont pas pu être conservées . 
Il réalise des sujets bibliques dans la chapelle du cycle d’orientation du Belluard .
Il est indépendant et non-conformist .
Atteint de diabète, son médecin lui prescrit un régime qu’il ne suit pas.
Il meurt le 30 mai 1979 à Fribourg, des suites d’une crise cardiaque.

## Collections publiques
- Musée d'Art et d'Histoire de Fribourg
- Musée gruérien, Bulle